# بويان إيلييف
بويان إيلييف (بالبلغارية: Боян Илиев)‏ هو لاعب كرة قدم بلغاري في مركز الوسط، ولد في 21 أغسطس 1982 في فارنا في بلغاريا. لعب مع ليفسكي صوفيا ونادي سبارتاك فارنا ونادي لوكوموتيف بلوفديف.

## وصلات خارجية
- بويان إيلييف على موقع قاعدة بيانات كرة القدم.إي يو (الإنجليزية)
- بويان إيلييف على موقع Soccerway.com (الإنجليزية)